# Iwonie
Iwonie – wieś w Polsce, położona w województwie łódzkim, w powiecie poddębickim, w gminie Zadzim. 
| SIMC    | Nazwa | Rodzaj    |
| ------- | ----- | --------- |
| 0720444 | Janki | część wsi |

W latach 1975–1998 miejscowość administracyjnie należała do województwa sieradzkiego. W skład sołectwa  Iwonie wchodzą Iwonie i przysiółek Babiniec.
Na polach tej wsi 6 stycznia 1863 r. poniósł porażkę powstańczy oddział Jana Birtusa. Do niewoli dostało się kilku powstańców, wśród nich Rosjanie Timofiej Bogdanow i Wasyl Gordiejew - żołnierze z 2 baterii IV brygady artylerii. Obaj zostali rozstrzelani w Łodzi.